# Mendoza, Argentina
Mendoza (phát âm tiếng Tây Ban Nha: [menˈdosa]) là một thành phố tỉnh lỵ tỉnh Mendoza của Argentina. Thành phố Mendoza nằm ở bắc trung bộ quốc gia này, ở vùng chân núi và đồng bằng cao, phía đông Andes. Mendoza có diện tích km2, dân số theo điều tra năm 2001 là 110.993 người, dân số vùng đô thị là 848.660 người vào năm 2001, là vùng đô thị lớn thứ 4 tại Argentina. Các ngành kinh tế chính gồm dầu o liu, rượu vang.

## Khí hậu
| Dữ liệu khí hậu của Mendoza, Argentina (1961–1990)    | Dữ liệu khí hậu của Mendoza, Argentina (1961–1990) | Dữ liệu khí hậu của Mendoza, Argentina (1961–1990) | Dữ liệu khí hậu của Mendoza, Argentina (1961–1990) | Dữ liệu khí hậu của Mendoza, Argentina (1961–1990) | Dữ liệu khí hậu của Mendoza, Argentina (1961–1990) | Dữ liệu khí hậu của Mendoza, Argentina (1961–1990) | Dữ liệu khí hậu của Mendoza, Argentina (1961–1990) | Dữ liệu khí hậu của Mendoza, Argentina (1961–1990) | Dữ liệu khí hậu của Mendoza, Argentina (1961–1990) | Dữ liệu khí hậu của Mendoza, Argentina (1961–1990) | Dữ liệu khí hậu của Mendoza, Argentina (1961–1990) | Dữ liệu khí hậu của Mendoza, Argentina (1961–1990) | Dữ liệu khí hậu của Mendoza, Argentina (1961–1990) |
| Tháng                                                 | 1                                                  | 2                                                  | 3                                                  | 4                                                  | 5                                                  | 6                                                  | 7                                                  | 8                                                  | 9                                                  | 10                                                 | 11                                                 | 12                                                 | Năm                                                |
| ----------------------------------------------------- | -------------------------------------------------- | -------------------------------------------------- | -------------------------------------------------- | -------------------------------------------------- | -------------------------------------------------- | -------------------------------------------------- | -------------------------------------------------- | -------------------------------------------------- | -------------------------------------------------- | -------------------------------------------------- | -------------------------------------------------- | -------------------------------------------------- | -------------------------------------------------- |
| Cao kỉ lục °C (°F)                                    | 40.0 (104.0)                                       | 40.6 (105.1)                                       | 37.3 (99.1)                                        | 31.8 (89.2)                                        | 30.4 (86.7)                                        | 30.0 (86.0)                                        | 33.0 (91.4)                                        | 31.9 (89.4)                                        | 36.0 (96.8)                                        | 38.0 (100.4)                                       | 40.6 (105.1)                                       | 40.3 (104.5)                                       | 40.6 (105.1)                                       |
| Trung bình ngày tối đa °C (°F)                        | 32.2 (90.0)                                        | 30.6 (87.1)                                        | 27.3 (81.1)                                        | 23.5 (74.3)                                        | 19.4 (66.9)                                        | 15.6 (60.1)                                        | 15.3 (59.5)                                        | 18.5 (65.3)                                        | 21.2 (70.2)                                        | 25.5 (77.9)                                        | 29.0 (84.2)                                        | 31.5 (88.7)                                        | 24.1 (75.4)                                        |
| Trung bình ngày °C (°F)                               | 25.1 (77.2)                                        | 23.6 (74.5)                                        | 20.4 (68.7)                                        | 16.1 (61.0)                                        | 11.6 (52.9)                                        | 7.8 (46.0)                                         | 7.7 (45.9)                                         | 10.2 (50.4)                                        | 13.4 (56.1)                                        | 18.1 (64.6)                                        | 21.7 (71.1)                                        | 24.4 (75.9)                                        | 16.7 (62.1)                                        |
| Tối thiểu trung bình ngày °C (°F)                     | 18.1 (64.6)                                        | 17.0 (62.6)                                        | 14.4 (57.9)                                        | 10.2 (50.4)                                        | 5.6 (42.1)                                         | 2.0 (35.6)                                         | 1.7 (35.1)                                         | 3.5 (38.3)                                         | 6.4 (43.5)                                         | 10.8 (51.4)                                        | 14.3 (57.7)                                        | 17.2 (63.0)                                        | 10.1 (50.2)                                        |
| Thấp kỉ lục °C (°F)                                   | 7.5 (45.5)                                         | 8.1 (46.6)                                         | 2.8 (37.0)                                         | −2.3 (27.9)                                        | −3.9 (25.0)                                        | −5.4 (22.3)                                        | −7.8 (18.0)                                        | −5.0 (23.0)                                        | −2.0 (28.4)                                        | 0.4 (32.7)                                         | 3.1 (37.6)                                         | 5.3 (41.5)                                         | −7.8 (18.0)                                        |
| Lượng Giáng thủy trung bình mm (inches)               | 36.4 (1.43)                                        | 34.1 (1.34)                                        | 27.3 (1.07)                                        | 12.7 (0.50)                                        | 5.9 (0.23)                                         | 4.1 (0.16)                                         | 6.7 (0.26)                                         | 3.3 (0.13)                                         | 7.8 (0.31)                                         | 11.1 (0.44)                                        | 15.9 (0.63)                                        | 24.4 (0.96)                                        | 189.7 (7.47)                                       |
| Số ngày giáng thủy trung bình (≥ 0.1 mm)              | 5                                                  | 5                                                  | 5                                                  | 3                                                  | 2                                                  | 2                                                  | 2                                                  | 2                                                  | 3                                                  | 3                                                  | 3                                                  | 4                                                  | 39                                                 |
| Độ ẩm tương đối trung bình (%)                        | 50                                                 | 55                                                 | 63                                                 | 67                                                 | 67                                                 | 66                                                 | 64                                                 | 54                                                 | 50                                                 | 47                                                 | 45                                                 | 47                                                 | 56                                                 |
| Số giờ nắng trung bình tháng                          | 297.6                                              | 257.6                                              | 235.6                                              | 219.0                                              | 195.3                                              | 168.0                                              | 182.9                                              | 229.4                                              | 225.0                                              | 282.1                                              | 294.0                                              | 285.2                                              | 2.871,7                                            |
| Phần trăm nắng có thể                                 | 67                                                 | 69                                                 | 61                                                 | 64                                                 | 60                                                 | 56                                                 | 58                                                 | 68                                                 | 63                                                 | 70                                                 | 70                                                 | 64                                                 | 64                                                 |
| Nguồn 1: NOAA                                         |                                                    |                                                    |                                                    |                                                    |                                                    |                                                    |                                                    |                                                    |                                                    |                                                    |                                                    |                                                    |                                                    |
| Nguồn 2: Servicio Meteorológico Nacional (ngày giáng) |                                                    |                                                    |                                                    |                                                    |                                                    |                                                    |                                                    |                                                    |                                                    |                                                    |                                                    |                                                    |                                                    |